# Hayley Mills
Hayley Catherine Rose Vivien Mills (Londra, 18 aprile 1946) è un'attrice britannica, conosciuta per aver interpretato negli anni sessanta, in età adolescenziale, alcune pellicole prodotte da Walt Disney fra cui Il segreto di Pollyanna e Il cowboy con il velo da sposa.

## Biografia
Figlia dell'attore John Mills e della commediografa Mary Hayley Bell (e sorella di Juliet, anch'ella attrice), all'età di 12 anni venne scritturata da J. Lee Thompson per il ruolo di protagonista nel film Questione di vita o di morte (1959), nonostante il regista stesse cercando un ragazzo. Grazie a quell'interpretazione nel film - in cui recitò accanto al padre - venne notata da Lillian Bounds, moglie di Walt Disney, che la propose al marito come protagonista de Il segreto di Pollyanna (1960) di David Swift. I genitori, notando che non arrivava nessuna proposta dal cinema inglese, accettarono di firmare un contratto con lo studio di Hollywood. La pellicola ebbe un grande successo e la Mills divenne popolare negli Stati Uniti, ricevendo anche uno speciale Oscar giovanile per la sua interpretazione (fu l'ultima persona a ricevere tale onorificenza).
Walt Disney scritturò la giovanissima attrice per un'altra pellicola da protagonista, nel doppio ruolo delle gemelle Sharon e Susan, in Il cowboy con il velo da sposa (1961) con protagonisti Brian Keith e Maureen O'Hara; oltre al grande successo del film, diretto ancora da David Swift, il brano in esso cantato dalla Mills, Let's Get Together, arrivò ai primi posti nelle classifiche di vendita, portando all'incisione di un intero album intitolato Let's Get Together with Hayley Mills.
La Mills interpretò altre quattro pellicole Disney nei sei anni successivi, tra cui Giallo a Creta (1964) di James Neilson e F.B.I. - Operazione gatto (1965) di Robert Stevenson, divenendo così la più popolare attrice ragazzina di quegli anni; in quel periodo venne scritturata anche in pellicole non prodotte dalla Disney e talora affiancata dal padre, come in Il giardino di gesso (1964) di Ronald Neame, ove recitò anche con Deborah Kerr, e Crociera imprevista (1965) di Richard Thorpe, o in film tratti da opere della madre, come Whistle Down the Wind (1961) di Bryan Forbes. Si racconta inoltre che lei fosse stata la prima scelta di Stanley Kubrick per il suo Lolita (1962), nel ruolo andato poi a Sue Lyon dopo il veto posto da Walt Disney.
Nel 1966, alla scadenza del contratto con la Disney, stanca degli stessi ruoli sempre ripetitivi che le venivano proposti, decise di non rinnovarlo e tornò in Inghilterra, dove recitò sia sul grande schermo che sul palcoscenico: in quello stesso anno debuttò infatti in una versione teatrale di Peter Pan. Il primo film fu Questo difficile amore in cui una giovane coppia di sposi trova mille difficoltà nel consumare la loro prima notte di nozze dovendo vivere nella casa della famiglia di lui. Il regista del film Roy Boulting divenne il suo primo marito destando notevole scandalo.
Negli anni ottanta-novanta, oltre a recitare nel film Appuntamento con la morte (1988) di Michael Winner tratto da un giallo di Agatha Christie, venne chiamata a più riprese dalla Disney che non la aveva dimenticata e accettò di recitare in tre film televisivi realizzati come sequel de Il cowboy con il velo da sposa, oltre alla prima stagione della serie televisiva Good Morning, Miss Bliss che in seguito venne trasformata in Bayside School. Partecipò come guest star ad alcune serie e miniserie per la televisione americana, fra cui La signora in giallo. Dal 2007 al 2012 fu nel cast della serie televisiva Cuore d'Africa, dove interpretò il ruolo di Caroline Black.

## Vita privata
A 20 anni conobbe sul set il regista Roy Boulting; dal loro matrimonio, celebrato nel 1971, la Mills ebbe un figlio, Crispian Mills, nato nel 1973 e divenuto poi leader della band musicale Kula Shaker. Dopo la separazione da Boulting (da cui divorzierà nel 1977), la Mills ebbe una relazione dal 1975 al 1984 con l'attore inglese Leigh Lawson, con il quale ebbe un altro figlio, Jason, nato nel 1976. Nel 1997 ha sposato l'attore Firdous Bamji.
Nel 2008 le venne diagnosticato un cancro al seno. Nel 2012 Mills ha sostenuto di essere guarita anche grazie alla medicina alternativa, nonostante abbia subito un intervento chirurgico e tre sessioni di chemioterapia.

## Filmografia parziale

### Cinema
- So Well Remembered, regia di Edward Dmytryk (1947) (non accreditata)
- Questione di vita o di morte (Tiger Bay), regia di J. Lee Thompson (1959)
- Il segreto di Pollyanna (Pollyanna), regia di David Swift (1960)
- Il cowboy con il velo da sposa (The Parent Trap), regia di David Swift (1961)
- Whistle Down the Wind, regia di Bryan Forbes (1961)
- I figli del capitano Grant (In Search of the Castaways), regia di Robert Stevenson (1962)
- Magia d'estate (Summer Magic), regia di James Neilson (1963)
- Il giardino di gesso (The Chalk Garden), regia di Ronald Neame (1964)
- Giallo a Creta (The Moon-Spinners), regia di James Neilson (1964)
- Crociera imprevista (The Truth About Spring), regia di Richard Thorpe (1965)
- Gypsy Girl (Sky West and Crooked), regia di John Mills (1965)
- F.B.I. - Operazione gatto (That Darn Cat!), regia di Robert Stevenson (1965)
- Le dee dell'amore (The Love Goddesses) (1965) - filmati di repertorio
- Guai con gli angeli (The Trouble with Angels), regia di Ida Lupino (1966)
- The Daydreamer, regia di Jules Bass (1966) - voce
- Questo difficile amore (The Family Way), regia di Roy Boulting (1966)
- Cowboy in Africa (Africa: Texas Style), regia di Andrew Marton (1967) (non accreditata)
- L'ereditiera di Singapore (Pretty Polly), regia di Guy Green (1967)
- I nervi a pezzi (Twisted Nerve), regia di Roy Boulting (1968)
- Take a Girl Like You, regia di Jonathan Miller (1970)
- Mr. Forbush and the Penguins, regia di Alfred Viola (1971)
- Champagne per due dopo il funerale (Endless Night), regia di Sidney Gilliat (1972)
- La traccia (Deadly Strangers), regia di Sidney Hayers (1975)
- The Kingfisher Caper, regia di Dirk de Villiers (1975)
- What Changed Charley Farthing?, regia di Sidney Hayers (1976)
- Appuntamento con la morte (Appointment with Death), regia di Michael Winner (1988)
- After Midnight, regia di Shani Grewal (1990)
- Le avventure di Stanley (A Troll in Central Park), regia di Don Bluth, Gary Goldman (1994) - Voce
- 2BPerfectlyHonest, regia di Randel Cole (2004)
- Stricken, regia di Jayce Bartok - cortometraggio (2005)
- Mandie e il segreto dei Cherokee (Mandie and the Cherokee Treasure), regia di Joy Chapman (2010)
- Foster - Un regalo inaspettato (Foster), regia di Jonathan Newman (2011)
- Trap, regia di M. Night Shyamalan (2024)

### Televisione
- Thriller – serie TV, episodio 2x01 (1974)
- All'ombra degli alberi fiamma (The Flame Trees of Thika) – miniserie TV, 7 puntate (1981)
- Il brivido dell'imprevisto (Tales of the Unexpected) – serie TV, episodio 6x03 (1983)
- Grimm's Fairy Tales and Storybook Series – serie TV (1984)
- Love Boat (The Love Boat) – serie TV, 4 episodi (1979-1985)
- La signora in giallo (Murder, She Wrote) – serie TV, episodio 3x03 (1986)
- Storie incredibili (Amazing Stories) - serie TV, episodio 2x06 (1986)
- Trappola per genitori (The Parent Trap II), regia di Ronald F. Maxwell –  film TV (1986)
- Good Morning, Miss Bliss – serie TV, 14 episodi (1987-1989)
- Una trappola per Jeffrey (Parent Trap III), regia di Mollie Miller – film TV (1989)
- Back Home, regia di Piers Haggard – film TV (1989)
- Cuore d'Africa (Wild at Heart) – serie TV, 39 episodi (2007-2012)
- L'ispettore Barnaby (Midsomer Murders) – serie TV, episodio 16x03 (2014)
- La Ruota del Tempo (The Wheel of Time) – serie TV, episodio 2x07 (2023)
- Delitti in Paradiso (Death in Paradise) – serie TV, episodio 13x02 (2024)

## Riconoscimenti
- Festival di Berlino 1959 – Premio speciale della giuria per Questione di vita o di morte
- Premi BAFTA 1960 – Miglior attrice debuttante per Questione di vita o di morte
- Premi BAFTA 1961 – Candidatura come miglior attrice britannica per Il segreto di Pollyanna
- Laurel Awards 1961 – Miglior personalità femminile emergente
- Premi Oscar 1961 – Oscar giovanile per Il segreto di Pollyanna
- Golden Globe 1961 – Miglior attrice debuttante (ex aequo)
- Golden Globe 1962 – Candidatura come miglior attrice in una commedia per Il cowboy con il velo da sposa
- Premi BAFTA 1962 – Candidatura come miglior attrice britannica per Whistle Down the Wind
- Golden Globe 1964 – Candidatura come miglior attrice in una commedia per Magia d'estate
- Young Hollywood Hall of Fame (1960's)
- Disney Legends (1998)

## Doppiatrici italiane
Nelle versioni in italiano delle opere in cui ha recitato, Hayley Mills è stata doppiata da:
- Serena Verdirosi in Il cowboy con il velo da sposa, I figli del capitano Grant, Magia d'estate, Il giardino di gesso, Giallo a Creta, Crociera imprevista, F.B.I. - Operazione gatto, Guai con gli angeli, Appuntamento con la morte
- Barbara Castracane in Una trappola per Jeffrey, Trappola per genitori - Vacanze hawaiane
- Melina Martello in Cuore d'Africa (ed. La7), Trap
- Ludovica Modugno in Il segreto di Pollyanna
- Maria Pia Di Meo in Champagne per due dopo il funerale
- Simona Izzo in Trappola per genitori
- Alba Cardilli in La signora in giallo
- Cristina Piras in Foster - Un regalo inaspettato
- Rita Baldini ne La Ruota del Tempo
- Daniela Caroli in Appuntamento con la morte (ridoppiaggio)

Da doppiatrice è sostituita da:
- Eleonora De Angelis in Le avventure di Stanley